# Parid Teferiçi
Parid Teferiçi (ur. 15 lutego 1972 w Kavajë) – albański poeta, tłumacz i malarz.

## Życiorys
W latach 1990–1994 studiował informatykę na Uniwersytecie Tirańskim. W tym czasie działał w ruchu studenckim. Studia z zakresu ekonomii politycznej odbył w Mediolanie, na Uniwersytecie Bocconiego. Od 1999 roku pracował w bibliotece Instytutu Don Calabria w Rzymie. Od 2001 współpracował z czasopismem Un Podi Versi. W 2005 podjął pracę asystenta w Akademii Sztuk Pięknych w Sardynii. Z ramienia Partii Republikańskiej startował w wyborach parlamentarnych 2005 roku w okręgu Kavajë. Jako deputowany znalazł się w komisji śledczej, badającej działalność Prokuratury Generalnej Albanii.
Wydał dwa tomiki poezji. Był uczestnikiem XXXIV Warszawskiej Jesieni Poezji, w październiku 2005 r. Swoje obrazy prezentował na kilku wystawach we Włoszech. Jego dorobek translatorski obejmuje m.in. powieści Orneli Vorpsi.

## Poezja
- Molla e detyrueshme
- Bërë me largësi (Zrobione z dystansu), Tirana 1996.
- Meqenëse sytë (Od oczu), Tirana 2003.

## Polskie przekłady
- Taormina; Grecki teatr; Oko, Czas Kultury 2011/3, s. 94–95.